# Potravlje
Potravlje falu Horvátországban Split-Dalmácia megyében. Közigazgatásilag Hrvacéhez tartozik.

## Fekvése
Splittől légvonalban 32, közúton 50 km-re északra, Sinjtől 15 km-re, községközpontjától légvonalban 6, közúton 8 km-re északnyugatra, a Svilaja-hegység lábánál fekszik. Délnyugatról a Svilaja-hegység, északkeletről a Peruča-tó határolja. A településen határában halad át a Zágrábot Splittel összekötő 1-es számú főút.

## Története
A régészeti leletek tanúsága szerint területén már az illíreknek is volt településük, majd a rómaiak foglalták el ezt a vidéket. A kereszténység korai megjelenéséről tanúskodik a Grudine nevű helyen található ókeresztény bazilika maradványa. A település nevét a felette 626 méter magasságban épített Travnik váráról kapta, melyet 1372-ben említ először írásos forrás. A várat a nép Bićin gradnak, vagy Kotromanić kulának is nevezi. A középkorban urai a Šubićok, a Nelipićek, a Frangepánok, a Tallóciak és a Špirančićek voltak, akik részben innét igazgatták ezt a Svilaja- és a Dinári-hegység által határolt, termékeny mezők alkotta vidéket. A török 1520 körül foglalta el Travnik várát és ezzel a vár alatti település is több mint százötven évre az Oszmán Birodalom uralma alá került. A velencei seregek 1686-ban foglalták vissza a töröktől Sinj várát és vele együtt a mai Hrvace térségét. Ezt követően a velencei hatóságok irányításával és rámai ferences szerzetesek vezetésével Boszniából és Hercegovinából keresztény lakosság
, köztük több száz pravoszláv család érkezett. A velencei-török háború után kialakult új hatalmi viszonyokat 1699-ben a karlócai béke szentesítette. Az 1714-ben kitört velencei-török háborúban átmenetileg újra török kézre került, de 1715-ben már újra velencei uralom alatt állt. 1718-ban a pozsareváci béke az új határt a Dinári-hegységnél húzta meg, így e térség velencei kézen maradt. A 17. század végétől a településnek önálló plébániája volt, melynek szolgálatát a živogošćei kolostorból látták el, mely egészen 1968-ig a plébánia patronáló kolostora maradt. Az első templomot még 1709-ben fából építették, ennek helyére 1774-ben építették fel a mai plébániatemplomot. 1797-ben a Velencei Köztársaság megszűnésével a település a Habsburg Birodalom része lett. 1806-ban Napóleon csapatai foglalták el és 1813-ig francia uralom alatt állt. Napóleon bukása után ismét Habsburg uralom következett, mely az első világháború végéig tartott. 1857-ben 919, 1910-ben 1281 lakosa volt. Az I. világháború után rövid ideig az Olasz Királyság, ezután a Szerb-Horvát-Szlovén Királyság, majd Jugoszlávia része lett. A háború után a település a szocialista Jugoszlávia része lett. Az 1950-es években a határának nagy részét, éppen a legjobb termőterületeket a Peruča-tó vizével árasztották el. 1991-től a független Horvátországhoz tartozik. Ez évben csaknem teljes lakossága horvát nemzetiségű volt. A délszláv háború idején a település egy valamivel több mint egyéves időszaktól eltekintve horvát kézen maradt. 1991. szeptember 19-én foglalták el a szerb erők. A házak 90 százalékát és a templomot a szerbek felégették, a lakosság elmenekült. A horvát hadsereg a „Peruča” fedőnevű katonai akció során 1993 januárjában szabadította fel a települést. A krajinai szerb határ közelében levő falu lakossága azonban csak az 1995 augusztusában végrehajtott „Vihar” hadműveletet követően lélegezhetett fel végleg. Lakossága 2011-ben 651 fő volt.

## Lakosság
| Lakosság változása | Lakosság változása | Lakosság változása | Lakosság változása | Lakosság változása | Lakosság változása | Lakosság változása | Lakosság változása | Lakosság változása | Lakosság változása | Lakosság változása | Lakosság változása | Lakosság változása | Lakosság változása | Lakosság változása | Lakosság változása |
| ------------------ | ------------------ | ------------------ | ------------------ | ------------------ | ------------------ | ------------------ | ------------------ | ------------------ | ------------------ | ------------------ | ------------------ | ------------------ | ------------------ | ------------------ | ------------------ |
| 1857               | 1869               | 1880               | 1890               | 1900               | 1910               | 1921               | 1931               | 1948               | 1953               | 1961               | 1971               | 1981               | 1991               | 2001               | 2011               |
| 919                | 1.186              | 709                | 1.062              | 1.203              | 1.281              | 1.313              | 1.352              | 1.292              | 1.386              | 1.245              | 1.230              | 1.174              | 1.006              | 823                | 651                |

(1869-ben lakosságát Maljkovo lakosságát is ide számították.)

## Nevezetességei
- A Svilaja-hegység keleti lejtőjénél a Potravlje feletti egyik 626 méteres magaslaton találhatók Travnik középkori várának maradványai. A hegy amelyen a vár áll a hegységből lezúduló víz által kialakított mély és meredek vízmosások által jól védett. A hely stratégiai fekvése miatt itt már a történelem előtti időktől fogva állt erődítmény, melynek kötőanyag nélkül rakott falmaradványai ma is láthatók a hegy keleti lejtőjén, a hegy lábánál pedig már az ókorban (a 2. és 3. században) település állt, melyről az itt feltárt római sírok, köztük a Naevius család síremléke ad tanúbizonyságot. A hegyen magán, amelyen a középkori  vár áll a Grudine nevű helyen késő ókori erődített település romjait is feltárták nagyméretű templomával és sírjaival együtt. A középkori várat 1372-ben említik először a Nepilić család birtokai között. A vár a 15. század első évtizedeiben már gyakran felbukkan a korabeli forrásokban ezen család birtokaként. 1505-ből ismerjük várnagyát Stjepan Martinoševićet és Kožul nevű vajdáját is. A török valószínűleg már 1520 körül elfoglalta a várat, melyet a hagyomány szerint a közeli Gradić nevű hegyről célzott ágyútűzzel romboltak le. A későbbi említések során valószínűleg már rom volt. A vár háromszög alaprajzú, nagyon jó megtartású falakkal, melyek közül kiemelkedik a délkeleti félköríves saroktorony, mely részben egy korábbi erődítmény alapfalain áll. A bejárat a déli oldalon volt, ahova lépcsők vezettek fel. Néhány rossz állapotban megmaradt falmaradvány árulkodik a vár belső épületeiről. A vár építési idejét jól keltezik a régészeti leletek, köztük mintegy harminc nyílhegy, melyek a 14. század végén és a 15. század elején használatos íjaktól és számszeríjaktól származnak, valamint Hrvoje Vukčić Hrvatinić és a magyar királyok pénzei. A középkori település a várhegy lábánál feküdt. A várhoz a legjárhatóbb út a plébániatemplomtól Primorci településrészen át halad. A település szélső házától vezető ösvényen mintegy 15-20 perces sétával érhetők el a romok.[5][6]

- Szent Fülöp és Jakab apostolok tiszteletére szentelt római katolikus plébániatemploma 1774-ben épült. Homlokzatán a bejárat mellett két kis ablak, felette körablak, legfelül az oromzaton díszes, pengefalú harangtorony volt látható, benne három haranggal. A homlokzat előtt egykor átrium állt. A templomot története során többször is felújították. A legnagyobb mértékű felújítás 1972-ben történt, amikor az átriumot elbontották, a homlokzat ablakait elfalazták, betonból kórust építettek. A szentélyt is némileg átépítették azzal, hogy az oltár mögötti sekrestyét megszüntették, az újrafestett oltárképet az apszis falához illesztették és a liturgikus előírásoknak megfelelően szembemiséző oltárt építettek. A régi, eredeti oltárképet a sinji ferences kolostorba vitték át. Az apszishoz egy új, kis méretű sekrestyét építettek. A diadalívnél két, falba süllyesztett fülke található a Gyógyító Szűzanya és Páduai Szent Antal szobrával. A templomhajó falán egy Szent Balázst ábrázoló szobor és egy Szent Györgyöt ábrázoló, 18. századi kép látható. a keresztút bronz domborművei 1976-ban készültek, Ante Starčević akadémiai szobrászművész munkái. Így nézett ki a templom az 1991-es szerb támadás előtt, amikor az épületet gránáttalálat érte és súlyos károkat szenvedett. 1999-ben Ivan Dotur plébános idejében teljesen megújították, melyre a templom homlokzatán elhelyezett tábla emlékeztet.[2]
- Szent Paszkál tiszteletére szentelt kápolnája a plébániatemplom mellett állt és a mindenkori plébános magánkápolnájaként szolgált. A kápolnát 1967-ben építették. Oltárképe Vlado Marjanović festőművész munkája volt. A Szűzanyát ábrázoló képet 1727-ben a helyi származású Petar Karapandža atya adományozta a templomnak, 1961-ben restaurálták. 1991-ben a szerb szabadcsapatok lerombolták, a szentségtartót és az oltár keresztjét szétverték.[2]